# Marilyn Manson (Band)

Logo von Marilyn Manson von der The Golden Age of Grotesque (2003)

Marilyn Manson ist eine US-amerikanische Rockband. Ihr Frontmann Brian Hugh Warner trägt die Bezeichnung Marilyn Manson als Künstlernamen. Da er sowohl innerhalb der Gruppe als auch in den Medien die dominierende Persönlichkeit ist, bezieht man sich mit der Bezeichnung Marilyn Manson oft auf die Person Warner.
Sowohl der Band- und Künstlername Marilyn Manson als auch der Künstlername vieler Bandmitglieder (Daisy Berkowitz, Madonna Wayne Gacy, Twiggy Ramirez, Sara Lee Lucas, Olivia Newton Bundy, Ginger Fish, Gidget Gein) sind Zusammensetzungen aus dem Namen einer Ikone (Marilyn Monroe, Madonna, Olivia Newton-John) einerseits und eines Serienmörders bzw. Kriminellen andererseits (John Wayne Gacy, Richard Ramírez, Henry Lee Lucas, Albert Fish, Ted Bundy, Charles Manson, Ed Gein). Dadurch soll die untrennbare Zusammengehörigkeit von Gut und Böse verdeutlicht werden. Weltweit hat die Gruppe bislang über 50 Millionen Tonträger verkauft.

## Bandgeschichte
Die Band wurde 1989 gegründet und erlebte im Laufe der Zeit mehrere Besetzungswechsel und einen damit verbundenen Stilwandel.
Als Gruppe begann Marilyn Manson in Tampa Bay, Florida, unter dem Namen Marilyn Manson & the Spooky Kids. Ihre Auftritte hatten weniger den dunklen Stil der späteren Jahre, sondern eher einen Zeichentrickcharakter mit Punkeinflüssen, was sich etwa in Bezug auf den Song Dope Hat heraushören lässt. Zuerst waren sie über Florida hinaus kaum bekannt, bis sie von Trent Reznor (Nine Inch Nails), den Sänger Marilyn Manson während seiner Tätigkeit als Musikjournalist kennenlernte, Unterstützung erfuhren. Marilyn Mansons Debütalbum Portrait of an American Family erschien bei Nothing Records, einem Label von Trent Reznor. Mitte der 1990er Jahre begab sich die Band Marilyn Manson auf ausgedehnte US-Tourneen im Vorprogramm von Nine Inch Nails und Danzig, wodurch die Schockrockband ihren Bekanntheitsgrad erweitern konnte. In der Anfangszeit waren die Mitglieder der Gruppe grotesk und morbide gekleidet sowie grell geschminkt. Dabei trugen die Musiker weiß angemalte Gesichter und verschmierten roten Lippenstift, im Stile von Corpsepaint. Ihre Fangemeinde vergrößerte sich vor allem durch schockierende Auftritte in der Öffentlichkeit, wie sie früher von KISS oder Alice Cooper inszeniert wurden. Bei ersten Auftritten in kleinen Musikclubs animierte die Rockband die Konzertbesucher dazu, einem alten amerikanischen Brauch entsprechend, mit einem Knüppel auf eine über dem Publikum hängende Piñata einzuschlagen, in der sich jedoch nicht wie üblich Süßigkeiten befanden, sondern Kuhgehirn, Hühnerleber, Schweinegedärm und Fische, wovon die Besucher nichts wussten.
Mit ihrem zweiten Studioalbum Antichrist Superstar und der darauf befindlichen Single The Beautiful People gelang der Band im Herbst 1996 der kommerzielle Durchbruch. Im Sommer 1997 begab sich die Rockband auf Europatournee und trat auf mehreren Festivals auf, zum Beispiel auf dem niederländischen Dynamo Open Air, dem Bizarre-Festival in Köln und auf dem Blindman's Ball im Vorprogramm von Metallica auf dem Cannstatter Wasen in Stuttgart, was der Combo wachsenden Erfolg auf dem Kontinent einbrachte.
In Verbindung mit ihrer infernalischen Rockmusik, die inhaltlich mit satanischen Symbolen kokettierte, und den teufelsanbeterischen Bühnenauftritten, die verstörende Sadomaso-Performances enthielten und teilweise wie faschistische Kundgebungen gestaltet waren, sah sich die Band bald öffentlichen Proteste und Forderungen nach Auftrittsverboten in einigen Städten der USA entgegen. Als Nine Inch Nails am 18. Oktober 1994 im Delta Center in Salt Lake City auftraten, weigerte sich die Hallenleitung, dort Marilyn Manson im Vorprogramm spielen zu lassen. Die Veranstalter boten der Rockband sogar 10.000 Dollar an, damit sie der Bühne fernbleibt.
Außerdem wurde die Band in der amerikanischen Presse als mutmaßliche ideologische Anstifter für den Amoklauf an der Columbine High School verantwortlich gemacht. Allerdings stellte sich später heraus, dass die beiden Attentäter keine Fans von Marilyn Manson waren. Aufgrund dieser Beschuldigungen zog sich die Band für drei Monate zurück und überlegte, ob und wie es weitergehen sollte. Marilyn Manson schrieb daraufhin die Songs Disposable Teens und The Nobodies. Durch den Film Bowling for Columbine von 2002, in dem Frontmann Warner dem Filmemacher Michael Moore ein ausführliches Interview gab, wurde die Band außerhalb der Musikszene bekannt.
Im Jahre 2003 kam das fünfte Studioalbum The Golden Age of Grotesque der Band heraus, das erste der beiden Alben, die Warner nicht zusammen mit Twiggy Ramirez, sondern mit Tim Skold schrieb. 2003 befanden sich Marilyn Manson auf dem Höhepunkt ihres kommerziellen Erfolgs und spielte am 7. Dezember 2003 in der voll besetzten Festhalle in Frankfurt am Main. 2004 erschien das erste Best-of mit dem Titel Lest We Forget: The Best Of.
Nach dreijähriger Pause erschien am 1. Juni 2007 das Album Eat Me, Drink Me. Die erste Singleauskopplung Heart-Shaped Glasses (When the Heart Guides the Hand) kam am 25. Mai 2007 in den Handel. Für die „Eat Me, Drink Me Tour 2007“ übernahm Tim Skold die Gitarre, Rob Holliday den Bass, Ginger Fish das Schlagzeug und Chris Vrenna das Keyboard.
Am 9. Januar 2008 wurde auf der Homepage der Band und über Myspace bekannt gegeben, dass der bis Holy Wood als Hauptsongwriter der Band agierende Twiggy Ramirez der Band wieder beigetreten ist und auf der „Rape the World Tour“ erneut die Rolle des Bassisten übernehmen wird. Laut der Meldung habe Tim Skold die Band einvernehmlich verlassen, und eine weitere Zusammenarbeit in der Zukunft wird nicht ausgeschlossen. An seine Stelle tritt als neuer Gitarrist Rob Holliday.
Am 22. Mai 2009 erschien das siebte Album The High End of Low, auf dem sich die Zusammenarbeit mit Twiggy Ramirez bereits niedergeschlagen hatte.
Da kein geeigneter Gitarrist gefunden werden konnte, wechselte Twiggy Ramirez an die Gitarre und an die Stelle des Bassisten trat Andy Gerold (Ex-Ashes Divide).
Das achte Album Born Villain erschien am 1. Mai 2012. Bereits am 13. März 2012 wurde die erste Singleauskopplung No Reflection veröffentlicht.
Das neunte Album The Pale Emperor wurde am 19. Januar 2015 veröffentlicht. Third Day of a Seven Day Binge wurde als Promo-Single bereits am 26. Oktober 2014 in der BBC Radio 1's Rock Show vorgestellt. Als offizielle Single zu diesem Album fungiert Deep Six (Veröffentlichungsdatum 16. Dezember 2014); das Musikvideo dazu wurde auf YouTube drei Tage später präsentiert.
Das zehnte Album Heaven Upside Down kam am 6. Oktober 2017 auf den Markt. Als erste Singleauskopplung erschien am 12. September 2017 We know where you fucking live, das dazugehörige Video wurde nur wenige Tage später veröffentlicht. Am 10. Oktober 2017 veröffentlichte die Band das Video zum Song Say10, in dem neben Sänger Manson der Schauspieler Johnny Depp mitwirkt. Bereits am 14. November 2017 kam ein weiteres neues Video heraus, dieses Mal zur Single Kill4Me. Auch hier wirkte Depp als Hauptdarsteller mit. Die letzten beiden Videos entstanden unter der Regie von Bill Yukich.

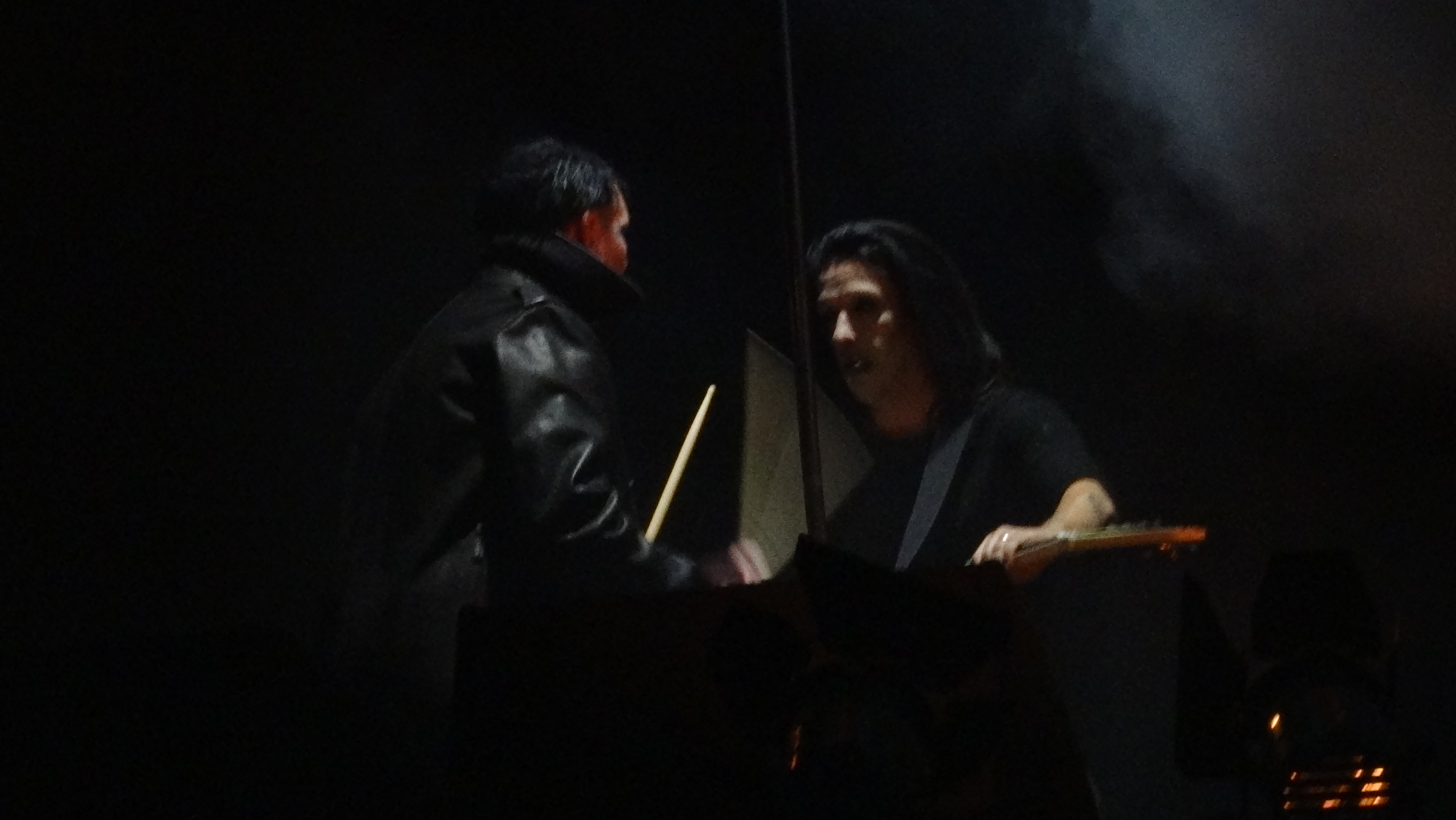
Marilyn Manson und Twiggy Ramirez in Rom, 2017

Im Zuge der Heaven Upside Down Tour 2017/2018 – für 2017 waren neben zahlreichen US-Shows auch 16 Konzerte in Europa geplant – verletzte sich Warner am 29. September bei einem Gig in Pittsburgh am Knöchel. Tags darauf wurde er beim Auftritt im New Yorker Hammerstein Ballroom unter einer umstürzenden Bühnenkulisse begraben und brach sich das Wadenbein. Neun US-Konzerte zwischen dem 2. und 14. Oktober mussten daraufhin abgesagt werden. Die folgenden Gigs, darunter auch Auftritte in Wien, Zürich, Hamburg, Düsseldorf, München und Berlin, absolvierte er im Rollstuhl und mittels einer Metall-Beinprothese.
Am 25. Oktober 2017 teilte Marilyn Manson ohne Angabe von Gründen die Trennung von Twiggy Ramirez mit. Dieser war kurz zuvor von seiner früheren Partnerin, der Musikerin Jessicka Addams (ex-Jack Off Jill), der Vergewaltigung beschuldigt worden. Den Bass spielt seitdem Juan Alderete de la Peña, früherer Bassist der 2013 aufgelösten Band The Mars Volta.
2018 setzte die Band ihre Tour fort. Geplant waren 24 Gigs in den USA, Kanada und Mexiko sowie 20 Auftritte in Europa, unter anderem Auftritte beim südfranzösischen Festival de Nîmes, bei drei Download-Festivals in Donington, Madrid und Brétigny-sur-Orge, bei Rock am Ring, bei Rock im Park und bei Nova Rock. Zudem kündigte die Band für Juni 2018 vier Zusatzkonzerte in Oslo, Stockholm, Mailand und Dresden an.
Am 11. September 2020 wurde das elfte Studioalbum We Are Chaos veröffentlicht. Das zwölfte Studioalbum One Assassination Under God – Chapter 1 folgte am 22. November 2024.

## Musikstil
Der Musikstil der Band lässt sich grundsätzlich im Bereich der härteren Rockmusik verorten; er ist jedoch nur schwer auf ein Subgenre einzugrenzen, da verschiedene Musikrichtungen bzw. Einflüsse kombiniert werden, etwa Industrial Rock, Hard Rock, Alternative Rock und Metal.

## Diskografie
Studioalben

| Jahr | Titel                                   | Höchstplatzierung, Gesamtwochen, AuszeichnungChartplatzierungen (Jahr, Titel, Platzierungen, Wochen, Auszeichnungen, Anmerkungen) | Höchstplatzierung, Gesamtwochen, AuszeichnungChartplatzierungen (Jahr, Titel, Platzierungen, Wochen, Auszeichnungen, Anmerkungen) | Höchstplatzierung, Gesamtwochen, AuszeichnungChartplatzierungen (Jahr, Titel, Platzierungen, Wochen, Auszeichnungen, Anmerkungen) | Höchstplatzierung, Gesamtwochen, AuszeichnungChartplatzierungen (Jahr, Titel, Platzierungen, Wochen, Auszeichnungen, Anmerkungen) | Höchstplatzierung, Gesamtwochen, AuszeichnungChartplatzierungen (Jahr, Titel, Platzierungen, Wochen, Auszeichnungen, Anmerkungen) | Anmerkungen                                                    |
| Jahr | Titel                                   | DE | AT | CH | UK | US | Anmerkungen                                                    |
| ---- | --------------------------------------- | --- | --- | --- | --- | --- | -------------------------------------------------------------- |
| 1994 | Portrait of an American Family          | — | — | — | UK— SilberUK | US— GoldUS | Erstveröffentlichung: 19. Juli 1994 Verkäufe: + 560.000        |
| 1996 | Antichrist Superstar                    | DE100 (1 Wo.)DE | AT37 (9 Wo.)AT | — | UK73 Gold · (1 Wo.)UK | US3 Platin · (52 Wo.)US | Erstveröffentlichung: 8. Oktober 1996 Verkäufe: + 7.000.000    |
| 1998 | Mechanical Animals                      | DE7 (18 Wo.)DE | AT6 (13 Wo.)AT | CH44 (1 Wo.)CH | UK8 Gold · (8 Wo.)UK | US1 Platin · (33 Wo.)US | Erstveröffentlichung: 14. September 1998 Verkäufe: + 1.515.000 |
| 2000 | Holy Wood                               | DE11 Gold · (19 Wo.)DE | AT6 (19 Wo.)AT | CH20 Gold · (13 Wo.)CH | UK23 Gold · (4 Wo.)UK | US13 Gold · (13 Wo.)US | Erstveröffentlichung: 14. November 2000 Verkäufe: + 957.500    |
| 2003 | The Golden Age of Grotesque             | DE1 Gold · (25 Wo.)DE | AT1 Gold · (22 Wo.)AT | CH1 Gold · (19 Wo.)CH | UK4 Gold · (8 Wo.)UK | US1 (16 Wo.)US | Erstveröffentlichung: 14. Mai 2003 Verkäufe: + 900.000         |
| 2007 | Eat Me, Drink Me                        | DE4 (13 Wo.)DE | AT2 (13 Wo.)AT | CH4 (12 Wo.)CH | UK8 (3 Wo.)UK | US8 (14 Wo.)US | Erstveröffentlichung: 5. Juni 2007 Verkäufe: + 10.000          |
| 2009 | The High End of Low                     | DE11 (5 Wo.)DE | AT6 (6 Wo.)AT | CH6 (7 Wo.)CH | UK19 (2 Wo.)UK | US4 (11 Wo.)US | Erstveröffentlichung: 20. Mai 2009                             |
| 2012 | Born Villain                            | DE5 (6 Wo.)DE | AT4 (8 Wo.)AT | CH2 (7 Wo.)CH | UK14 (2 Wo.)UK | US10 (6 Wo.)US | Erstveröffentlichung: 1. Mai 2012 Verkäufe: + 75.000           |
| 2015 | The Pale Emperor                        | DE4 (6 Wo.)DE | AT4 (7 Wo.)AT | CH1 (10 Wo.)CH | UK16 (3 Wo.)UK | US8 (8 Wo.)US | Erstveröffentlichung: 16. Januar 2015                          |
| 2017 | Heaven Upside Down                      | DE9 (5 Wo.)DE | AT4 (7 Wo.)AT | CH3 (8 Wo.)CH | UK7 (2 Wo.)UK | US8 (2 Wo.)US | Erstveröffentlichung: 6. Oktober 2017                          |
| 2020 | We Are Chaos                            | DE4 (7 Wo.)DE | AT2 (6 Wo.)AT | CH2 (6 Wo.)CH | UK7 (3 Wo.)UK | US8 (2 Wo.)US | Erstveröffentlichung: 11. September 2020                       |
| 2024 | One Assassination Under God – Chapter 1 | DE4 (2 Wo.)DE | AT6 (1 Wo.)AT | CH4 (2 Wo.)CH | UK36 (1 Wo.)UK | US32 (1 Wo.)US | Erstveröffentlichung: 22. November 2024                        |

## Biografien
- Marilyn Manson, Neil Strauss: The Long Hard Road Out of Hell. Verlagsgruppe KOCH, 2000, ISBN 3-85445-182-2; offizielle Biografie.
- Kurt B. Reighley: Marilyn Manson. St. Martin’s Press, 1998, ISBN 0-312-18133-7.
- Gavin Baddeley: Marilyn Manson Dissecting. Plexus Publishing (UK), 2003, ISBN 0-85965-329-3.
- Marilyn Manson: Seziert. UBooks-Verlag, 2009, ISBN 978-3-86608-121-5.
- Chuck Weiner: Marilyn Manson – Talking. Schwarzkopf & Schwarzkopf, 2008, ISBN 978-3-89602-826-6.